# Leif Segerstam
Leif Selim Segerstam (Vaasa, 2 de marzo de 1944-Helsinki, 9 de octubre de 2024) fue un compositor y director de orquesta finlandés, autor de 352 sinfonías.
Como director de orquesta, fue titular de la Orquesta Sinfónica de la Radio de Viena (1975-82), de la Orquesta Sinfónica de la Radio Finlandesa (1977-1987), de la Orquesta Sinfónica Nacional Danesa (1988-95) y de la Orquesta Filarmónica de Helsinki (1995-2007), y grabó todas las sinfonías de Gustav Mahler, de Carl Nielsen y de Jean Sibelius. Dirigió también a la Orquesta Sinfónica de Galicia.

## Vida familiar
Su padre fue el director de coro y compositor Selim Segerstam (1904-1963), quien elaboró varios cancioneros.
Se casó con la violinista Hannele Segerstam, primer violín de la Orquesta Sinfónica de la Radio Finlandesa. Con ella tuvo dos hijos, Jan y Pia, quien es violonchelista profesional. Tras divorciarse de Hannele Segerstam, se casó con la arpista de la Orquesta Filarmónica de Helsinki Minnaleena Segerstam, con quien tuvo tres hijos.

## Obra
Como compositor, se destacó sobre todo por sus 352 sinfonías. Asimismo fue conocido por su serie de «Hojas de diario orquestales», muchas de las cuales pueden interpretarse sin director.
Desarrolló un acercamiento personal a la composición aleatoria a través de un estilo llamado «pulsación libre», en la que los acontecimientos musicales interactúan flexiblemente en el tiempo.

### Listado de obras
- 309 sinfonías[5][6]
- 30 cuartetos de cuerda
- 13 conciertos para violín
- 8 conciertos para violonchelo
- 4 conciertos para viola
- 4 conciertos para piano

## Premios
En 1998 fue galardonado con el «Premio de Música del Consejo Nórdico» por su trabajo como un "incansable paladín de la música escandinava".